# Горење Врхпоље
Горење Врхпоље (словен. Gorenje Vrhpolje) је насељено место у општини Шентјернеј, регија Југоисточна Словенија, Словенија.

## Историја
До територијалне реорганизације у Словенији било је у саставу старе општине Ново Место.

## Становништво
У попису становништва из 2011. године, Горење Врхпоље је имало 324 становника.
| Број становника према пописима | Број становника према пописима | Број становника према пописима |
| ------------------------------ | ------------------------------ | ------------------------------ |
| 1991                           | 2002                           | 2011                           |
| 313                            | 327                            | 324                            |

Напомена: Године 1953. повећано за насеље Страње, које је укинуто. Године 2001. извршена је мала размена територије између насеља Горење Врхпоље и Михово, а 2003. између насеља Горење Врхпоље и Церов Лог.